# Photophorus
Photophorus là một chi bọ cánh cứng trong họ 
Elateridae.
Chi này được miêu tả khoa học năm 1863 bởi Candèze.

## Các loài
Các loài trong chi này gồm:
- Photophorus bakewellii Candèze, 1863
- Photophorus jansonii Candèze, 1863